# Paul Reinecke
Paul Reinecke (Berlino, 25 settembre 1872 – Herrsching am Ammersee, 12 maggio 1958) è stato un archeologo tedesco.
Paul Reinecke studiò medicina e scienza sotto l'insegnamento di Rudolf Virchow. Successivamente fu attratto dallo studio della cultura preistorica e frequentò le lezioni dell'antropologo John Ranke e dell'archeologo Adolf Furtwängler. Partecipò a diverse campagne di scavi nel sud della Germania e in Austria, fra questi quello di Hallstatt che diede il nome alla omonima cultura.

## Classificazione di Reinecke
Uno dei motivi della notorietà di Reinecke è il suo metodo per la datazione dei reperti archeologici rinvenuti nell'area europea dell'età del bronzo e della cultura di Hallstatt. Il metodo è basato sulla comparazione e associazioni incrociate di categorie di oggetti metallici rinvenuti con quelli di una analoga tipologia rinvenuti nel sud della Germania.
Il sistema consente di effettuare datazioni attribuibili a intervalli temporali più corti rispetti a quelli standard. Queste sequenze sono note come  Bronzo (Bz) A-D e Hallstatt (Ha) A-D, dove il periodo Hallstatt C  segna la transizione tra l'età del bronzo e l'età del ferro in Europa centrale.
| Eta           | Classif Reinecke | Date assolute    |
| ------------- | ---------------- | ---------------- |
| Bronzo antico | A1               | 2300 - 2000 a.C. |
| Bronzo antico | A2               | 2000 - 1600 a.C. |
| Bronzo medio  | B                | 1600 - 1500 a.C. |
| Bronzo medio  | C1               | 1500 - 1400 a.C. |
| Bronzo medio  | C2               | 1400 - 1300 a.C. |
| Bronzo finale | D                | 1300 - 1200 a.C. |
| Bronzo finale | Ha A1            | 1200 - 1100 a.C. |
| Bronzo finale | Ha A2            | 1100 - 1050 a.C. |
| Bronzo finale | Ha B1            | 1050 - 950 a.C.  |
| Bronzo finale | Ha B2            | 950 - 880 a.C.   |
| Bronzo finale | Ha B3            | 880 - 800 a.C.   |
| Ferro         | Ha C             | 800 - 650 a.C.   |
| Ferro         | Ha D             | 650 - 475 a.C.   |